# Алуниш (Арђеш)
Алуниш (рум. Aluniș) насеље је у Румунији у округу Арђеш у општини Миоареле. Oпштина се налази на надморској висини од 738 m.

## Становништво
Према подацима из 2002. године у насељу је живело 7 становника, од којих су сви румунске националности.